# Khổng Lào
Khổng Lào là một xã thuộc huyện Phong Thổ, tỉnh Lai Châu, Việt Nam.
Xã Khổng Lào có diện tích 24,59 km², dân số năm 1999 là 2.744 người, mật độ dân số đạt 112 người/km².
Xã gồm các bản: Co Muông, Hổi Phặc, Hổi Nả, Đớ, Khồng Lào, Chi Bú, Cang, Hổi Lóng, Phai Cát 1, Phai Cát 2, Nậm Khay, và Ho Seo Chải.